# Prozřetelnost (film)
Prozřetelnost (v originále Providence) je hraný film z roku 1977, který režíroval Alain Resnais. Snímek měl světovou premiéru 25. ledna 1977. 

## Děj
Clive je nemocný starý muž a spisovatel. V noci se mu mísí představy s realitou ohledně  členů jeho rodiny. Ráno se Clive dozví, že se o něj starali jeho dva sluhové a že dnes má 78. narozeniny. Čeká na svou rodinu. Přijíždějí jeho syn a jeho žena a další příbuzní, kteří se sejdou k jídlu venku, u stolu prostřeného s výhledem do zámeckému parku. Když den skončí, Clive požádá všechny, aby odešli bez oslavy.

## Obsazení
| Dirk Bogarde        | Claude Langham               |
| John Gielgud        | Clive Langhman               |
| Ellen Burstynová    | Sonia Langhman               |
| David Warner        | Kevin Woodford               |
| Denis Lawson        | Dave Woodford                |
| Elaine Stritch      | Molly Langham / Helen Wiener |
| Samson Fainsilber   | starý muž v lese             |
| Tanya Lopert        | slečka Lister, sekretářka    |
| Kathryn Leigh Scott | slečna Boon                  |
| Cyril Luckham       | doktor Mark Edington         |
| Milo Sperber        | pan Jenner, krejčí           |
| Peter Arne          | Nils, správce                |
| Anna Wing           | Karen, služebná              |

## Ocenění
- César: nejlepší film, nejlepší režie (Alain Resnais), nejlepší původní scénář nebo adaptace (Davia Mercer), nejlepší filmová hudba (Miklós Rózsa), nejlepší výprava (Jacques Saulnier), nejlepší zvuk (René Magnol a Jacques Maumont), nejlepší střih (Albert Jurgenson)
- Cena Méliès